# Union Bank of India
Union Bank of India, UBI — индийский коммерческий банк. Основным акционером является правительство Индии, ему принадлежит 89,07 % акций банка.
Union Bank of India был основан 11 ноября 1919 года в Бомбее (современный Мумбай). Банк был национализирован в 1969 году вместе с 13 другими крупными банками страны; к этому времени у UBI было 240 отделений. В 1975 году поглотил Belgaum Bank, а в 1985 году — Miraj State Bank.
В 2020 году к банку были присоединены Corporation Bank и Andhra Bank, что удвоило основные показатели банка, количество отделений выросло с 4300 до 9300, число сотрудников — с 37 тысяч до 78 тысяч.
Сеть банка насчитывает 9315 отделений и 13 тысяч банкоматов. Активы на 31 марта 2021 года (конец 2020—21 финансового года) составили 10,8 трлн рупий ($146 млрд), из них 5,93 трлн пришлось на выданные кредиты, 3,39 трлн — на инвестиции в ценные бумаги (в том числе гособлигации Индии на 2,43 трлн). Принятые депозиты составили 9,26 трлн рупий. Деятельность почти полностью сосредоточена в Индии, зарубежная активность представлена дочерним банком в Великобритании, совместным предприятием в Малайзии India International Bank Malaysia Berhad и отделениями в Гонконге, Дубае и Сиднее, на неё приходится менее одного процента выручки.